# Élections au Parlement de Catalogne de 2012
Les élections au Parlement de Catalogne de 2012 (en catalan : Eleccions al Parlament de Catalunya de 2012, en espagnol : Elecciones al Parlamento de Cataluña de 2012, en occitan : Eleccions ath Parlament de Catalonha de 2012) se tiennent le dimanche 25 novembre 2012, afin d'élire les 135 députés de la Xe législature du Parlement de Catalogne pour un mandat de quatre ans.

## Contexte

### Retour du centre droit au pouvoir
Au cours des élections parlementaires du 28 novembre 2010, Convergence et Union (CiU) d'Artur Mas, dans l'opposition depuis sept ans, remporte 62 députés sur 135 ; elle manque donc d'à peine six sièges la majorité absolue mais devance de 14 députés la majorité tripartite de gauche sortante. Le Parti des socialistes de Catalogne (PSC) du président de la Généralité José Montilla réalise pour sa part le plus mauvais score de son histoire avec 28 parlementaires. À l'inverse, le Parti populaire d'Alicia Sánchez-Camacho obtient son meilleur résultat historique en reprenant la troisième place des forces politiques et en totalisant 18 élus, un de plus que sa plus importante représentation parlementaire, obtenue en 1995. La Gauche républicaine de Catalogne (ERC) de Joan Puigcercós (ca) abandonne la moitié de son groupe tandis que l'Initiative pour la Catalogne Verts - Gauche unie et alternative (ICV-EUiA) de Joan Herrera apparaît comme la seule survivante de la coalition au pouvoir en ne perdant que deux mandats de député. Avec quatre élus, la Solidarité catalane pour l'indépendance (SI) de Joan Laporta devance d'un siège Ciutadans d'Albert Rivera, mais ce dernier prend le meilleur score en termes de suffrages exprimés.
Désigné candidat à l'investiture des députés par la nouvelle présidente du Parlement Núria de Gispert, Artur Mas rate l'élection au premier tour avec 62 voix pour et 73 contre. Au lendemain de cet échec, il signe un pacte d'investiture avec les socialistes, par lesquels ces derniers garantissent leur abstention au second tour de scrutin. Il remporte la confiance parlementaire le 23 décembre avec 62 suffrages favorables, 45 oppositions et 28 abstentions et prête serment quatre jours après.

### Élections municipales de 2011
Les élections municipales du 22 mai 2011 marquent un changement profond dans le paysage politique catalan : six mois après les élections parlementaires, Convergence et Union devient la première force politique en termes de voix au niveau des communes catalanes, ce qui constitue une première depuis le rétablissement de la démocratie. Elle devance ainsi le Parti des socialistes de Catalogne, dont l'implantation locale a été déterminante pour sa structuration. La victoire à la majorité relative des catalanistes de centre droit à Barcelone, fief socialiste depuis trois décennies, permet à Artur Mas de disposer de plus de relais que son mentor Jordi Pujol, président de la Généralité entre 1980 et 2003.
La victoire de CiU s'étend à Gérone, autre capitale de province bastion du PSC depuis 1979, ainsi qu'à des communes qu'elle n'avait jamais gouverné jusqu'alors comme Reus, Mataró ou Molins de Rei. Ce bon résultat lui permet également d'envisager prendre la présidence des quatre députations provinciales de la communauté autonome. Le PSC, qui perd 300 000 votes en quatre ans, reste en tête à Tarragone mais à la majorité relative, conservant la majorité absolue seulement à Lérida ; au niveau des grandes villes, il se maintient au pouvoir à Terrassa, Sabadell et L'Hospitalet de Llobregat. Le Parti populaire, vainqueur du scrutin au nivea national, réalise également une bonne performance, remportant la mairie de Badalone, troisième commune la plus peuplée de Catalogne, après une campagne très dure de Xavier García Albiol sur le thème de l'immigration, et recueille son meilleur résultat historique dans la capitale catalane. Le 1er juillet, les nationalistes Xavier Trias et Carles Puigdemont sont investis maires respectivement de Barcelone et de Gérone.

### Mesures d'austérité budgétaire
Le 31 mai 2011, le conseiller à l'Économie et aux Finances Andreu Mas-Colell présente aux députés son projet de loi de finances pour l'année civile en cours, qui prévoit une réduction des dépenses de l'ordre de 10 %, ce qui ramène le budget de la communauté autonome au niveau de l'année 2007. Le budget alloué à la santé publique baisse de 6,5 %, celui de l'éducation de 7,4 %, et celui des politiques sociales de 10 % ; au niveau des départements, celui du Territoire et de la Durabilité voit son budget amputé de 24 %, et celui des Entreprises et de l'Emploi de 23 % ; pour les types de dépenses, tant celles de fonctionnement que celles d'investissement sont en repli. La loi de finances est votée par les députés le 20 juillet grâce à l'abstention du groupe parlementaire du Parti populaire, conséquence d'une négociation avec Convergence et Union.
Présenté cinq mois plus tard, le budget pour l'année 2012 confirme l'adoption de mesures de rigueur budgétaire, notamment la réduction du traitement des 230 000 fonctionnaires de la communauté autonome, la mise en place d'un ticket modérateur sur les produits pharmaceutiques, la hausse de l'impôt sur la vente de détail d'hydrocarbures, de la redevance pour l'eau, des frais d'inscription à l'université et du prix des transports publics, dans l'objectif de faire économiser un milliard d'euros aux finances publiques du territoire. Cette seconde loi de finances du gouvernement Mas I est approuvée le 15 février 2012 par le Parlement, de nouveau grâce à l'abstention du PP. Le 17 mai suivant, le Conseil de la politique fiscale et financière (CPFF) valide le nouveau plan d'austérité de la généralité, qui prévoit une baisse de la dépense publique de 2,9 milliards d'euros et une hausse des recettes via la fiscalité et des privatisations d'environ 1,5 milliard d'euros. Ces nouvelles coupes budgétaires ramènent les dépenses dans le secteur social à leur niveau de l'année 2006.

### Indépendantisme et pacte fiscal
Le 12 juillet 2012, Artur Mas présente aux forces politiques catalanes sa proposition de « pacte fiscal », qu'il entend soumettre au gouvernement espagnol de Mariano Rajoy. Son objectif est de créer un nouveau rapport budgétaire et fiscal avec l'État espagnol, à savoir que l'Agence fiscale de Catalogne se chargerait de la gestion, la perception, la liquidation et l'inspection de l'ensemble des taxes et impôts payés par les contribuables catalans, tandis que la Généralité disposerait de capacités normatives sur l'ensemble de la fiscalité perçue sur le territoire et reverserait au gouvernement central une quote-part des impôts perçus afin de financer les services de l'État qui n'ont pas été décentralisés, dont le montant serait déterminé par une négociation bilatérale tous les cinq ans. Ce projet, qui équivaudrait à donner à la Catalogne le même statut fiscal que le Pays basque et la Navarre (Concierto económico), est approuvé deux semaines plus tard au moyen du vote d'une résolution parlementaire avec le soutien de Convergence et Union, d'Initiative pour la Catalogne et de la Gauche républicaine.
Lors de la fête nationale de la Catalogne (Diada) du 11 septembre 2011, environ 10 000 personnes participent à une manifestation en faveur de l'indépendance de la communauté autonome, notamment des responsables de la Gauche républicaine de Catalogne, de Solidarité pour l'indépendance de la Catalogne ou encore de la Candidature d'unité populaire. Un an plus tard, ce sont un million et demi de Catalans qui défilent dans les rues de Barcelone, à l'appel de l'Assemblée nationale catalane (ANC) pour proclamer la Catalogne « nouvel État d'Europe ». Si le président Artur Mas n'y participe pas en raison de ses responsabilités institutionnelles, la vice-présidente du gouvernement territorial Joana Ortega fait partie du cortège. Le Parti socialiste ne se joint pas à l'appel à manifester mais plusieurs représentants de son courant catalaniste, dont d'anciens membres du gouvernement Montilla, se joignent aux manifestants.

### Dissolution du Parlement
Lors d'une rencontre avec Mariano Rajoy au palais de la Moncloa à Madrid le 20 septembre, Artur Mas lui présente sa proposition de pacte fiscal. Le président du gouvernement espagnol adresse alors une fin de non-recevoir au président de la Généralité, estimant que sa proposition est contraire à la Constitution et refusant toute forme de négociation autre que celle portant sur une éventuelle amélioration du régime commun de financement des communautés autonomes.
Prononçant cinq jours plus tard un discours de politique générale devant le Parlement, Artur Mas annonce son intention d'engager la dissolution du Parlement afin de convoquer des élections parlementaires anticipées le 25 novembre suivant. Il explique cette décision à la fois par le succès de la Diada et par le refus de négociation de la part du gouvernement de l'État, deux événements qui constituent selon lui « des moments exceptionnels » auxquels doivent répondre « des décisions exceptionnelles ». Il signe formellement le décret de dissolution du Parlement le 1er octobre, faisant de la IXe législature la plus courte de l'histoire démocratique de la Catalogne.

## Mode de scrutin
Le Parlement de Catalogne (Parlament de Catalunya) est une assemblée parlementaire monocamérale constituée de 135 députés (diputats) élu pour une législature de quatre ans au suffrage universel direct selon les règles du scrutin proportionnel d'Hondt par l'ensemble des personnes résidant dans la communauté autonome où résidant momentanément à l'extérieur de celle-ci, si elles en font la demande.
La communauté autonome de Catalogne ne s'étant pas dotée d'une loi électorale propre, la deuxième disposition transitoire du statut d'autonomie de 2006 maintient en vigueur la quatrième disposition transitoire du statut d'autonomie de 1979, qui dispose que le Parlement est élu dans les mêmes conditions que le Congrès des députés. Elle précise par ailleurs que « Les circonscriptions électorales seront les quatre provinces de Barcelone, Gérone, Lérida et Tarragone. Le Parlement de Catalogne sera composé par 135 députés, desquels la circonscription de Barcelone élira un député pour 50 000 habitants, avec au plus 85 députés. Les circonscriptions de Gérone, Lérida et Tarragone éliront au moins six députés, plus un par tranche de 40 000 habitants, obtenant respectivement 17, 15 et 18 députés. »,.
Les bulletins blancs sont considérés comme des suffrages valides, entrant ainsi en ligne de compte dans la détermination des listes ayant franchi le seuil électoral. En revanche, ils ne sont pas considérés comme des suffrages exprimés et ne sont donc pas pris en compte pour la répartition des sièges.

### Présentation des candidatures
Peuvent présenter des candidatures
- les partis ou fédérations politiques enregistrées auprès du registre des partis politiques du ministère de l'Intérieur ;
- les coalitions électorales de ces mêmes partis ou fédérations dûment constituées et inscrites auprès de la commission électorale au plus tard 10 jours après la convocation du scrutin ;
- et les regroupements d'électeurs bénéficiant du parrainage d'au moins 1 % des inscrits de la circonscription.

### Répartition des sièges
Seules les listes ayant recueilli au moins 3 % des suffrages valides — incluant les bulletins blancs — peuvent participer à la répartition des sièges à pourvoir dans une circonscription, qui s'organise en suivant différentes étapes : 
- les listes sont classées en une colonne par ordre décroissant du nombre de suffrages obtenus ;
- les suffrages de chaque liste sont divisés par 1, 2, 3... jusqu'au nombre de députés à élire afin de former un tableau ;
- les mandats sont attribués selon l'ordre décroissant des quotients ainsi obtenus[30].

Lorsque deux listes obtiennent un même quotient, le siège est attribué à celle qui a le plus grand nombre total de voix ; lorsque deux candidatures ont exactement le même nombre total de voix, l'égalité est résolue par tirage au sort et les suivantes de manière alternative.

## Campagne

### Principales forces politiques
| Force politique | Force politique | Force politique | Chef de file                                      | Idéologie                                                                        | Résultats en 2010          |
| --------------- | --- | --------------- | ------------------------------------------------- | -------------------------------------------------------------------------------- | -------------------------- |
|                 | Convergence et Union Convergència i Unió                                                                                      | CiU             | Artur Mas (Président de la Généralité)            | Centre droit Libéralisme, démocratie chrétienne, indépendantisme                 | 38,4 % des voix 62 députés |
|                 | Parti des socialistes de Catalogne Partit dels Socialistes de Catalunya                                                       | PSC             | Pere Navarro (Maire de Terrassa)                  | Centre gauche Social-démocratie, progressisme, catalanisme                       | 18,4 % des voix 28 députés |
|                 | Parti populaire Partit Popular                                                                                                | PP              | Alicia Sánchez-Camacho                            | Centre droit à droite Libéral-conservatisme, démocratie chrétienne, unionisme    | 12,4 % des voix 18 députés |
|                 | Initiative pour la Catalogne Verts - Gauche unie et alternative Iniciativa per Catalunya Verds - Esquerra Unida i Alternativa | ICV-EUiA        | Joan Herrera                                      | Gauche Écosocialisme, républicanisme, catalanisme                                | 7,4 % des voix 10 députés  |
|                 | Gauche républicaine de Catalogne - Catalunya Sí Esquerra Republicana de Catalunya - Catalunya Sí                              | ERC-CatSí       | Oriol Junqueras (Maire de Sant Vicenç dels Horts) | Gauche Socialisme démocratique, républicanisme, indépendantisme                  | 7,0 % des voix 10 députés  |
|                 | Ciutadans Citoyens | Cs              | Albert Rivera                                     | Centre Social-libéralisme, réformisme, unionisme                                 | 3,4 % des voix 3 députés   |
|                 | Solidarité catalane pour l'indépendance Solidaritat Catalana per la Independència                                             | SI              | Alfons López Tena (ca)                            | Centre Indépendantisme                                                           | 3,3 % des voix 4 députés   |
|                 | Candidature d'unité populaire - Alternative de gauche Candidatura d'Unitat Popular-Alternativa d'Esquerres                    | CUP-AE          | David Fernàndez                                   | Gauche radicale à extrême gauche Socialisme, démocratie directe, indépendantisme | Absent                     |

## Résultats

### Participation
| Taux de participation | En 2010 | En 2012 | Différence |
| --------------------- | ------- | ------- | ---------- |
| à 13 heures           | 24,79 % | 29,43 % | 4,64       |
| à 18 heures           | 48,39 % | 56,30 % | 7,91       |
| à 20 heures           | 60,28 % | 69,77 % | 9,49       |
| final                 | 58,78 % | 67,76 % | 8,98       |

### Total régional
| Représentation en hémicycle sur un axe gauche-droite du résultat. |                                                                            |           |       |      |        |               |
| Partis                                                            | Partis                                                                     | Voix      | %     | +/-  | Sièges | +/-           |
|                                                                   | Convergence et Union (CiU)                                                 | 1 116 259 | 30,71 | 7,72 | 50     | 12            |
|                                                                   | Parti des socialistes de Catalogne (PSC)                                   | 524 707   | 14,43 | 3,95 | 20     | 8             |
|                                                                   | Gauche républicaine de Catalogne - Catalunya Sí (ERC-CatSí)                | 498 124   | 13,70 | 6,70 | 21     | 11            |
|                                                                   | Parti populaire (PP)                                                       | 471 681   | 12,98 | 0,61 | 19     | 1             |
|                                                                   | Initiative pour la Catalogne Verts - Gauche unie et alternative (ICV-EUiA) | 359 705   | 9,90  | 1,53 | 13     | 3             |
|                                                                   | Ciutadans (Cs)                                                             | 275 007   | 7,57  | 4,18 | 9      | 6             |
|                                                                   | Candidature d'unité populaire - Alternative de gauche (CUP-AE)             | 126 435   | 3,48  | Abs  | 3      | 3             |
|                                                                   | Plateforme pour la Catalogne (PxC)                                         | 60 107    | 1,65  | 0,75 | 0      | en stagnation |
|                                                                   | Solidarité catalane pour l'indépendance (SI)                               | 46 838    | 1,29  | 2,00 | 0      | 4             |
|                                                                   | Sièges en blanc (EB) (ca)                                                  | 28 288    | 0,78  | 0,18 | 0      | en stagnation |
|                                                                   | Parti animaliste contre la maltraitance animale (PACMA)                    | 20 861    | 0,57  | 0,12 | 0      | en stagnation |
|                                                                   | Pirates de Catalogne (PIRATES) (ca)                                        | 18 219    | 0,50  | 0,29 | 0      | en stagnation |
|                                                                   | Autres listes                                                              | 36 041    | 0,99  | –    | 0      | en stagnation |
|                                                                   | Blanc                                                                      | 52 898    | 1,45  | 1,48 |        |               |
|                                                                   |                                                                            |           |       |      |        |               |
| Votes valides                                                     | Votes valides                                                              | 3 635 170 | 99,10 |      |        |               |
| Votes nuls                                                        | Votes nuls                                                                 | 33 140    | 0,90  |      |        |               |
| Total                                                             | Total                                                                      | 3 668 310 | 100   | –    | 135    | en stagnation |
| Abstentions                                                       | Abstentions                                                                | 1 745 558 | 32,24 |      |        |               |
| Inscrits / Participation                                          | Inscrits / Participation                                                   | 3 668 310 | 67,76 |      |        |               |

### Par circonscription
| Circonscription | Circonscription | Barcelone | Barcelone | Barcelone | Barcelone     | Gérone  | Gérone  | Gérone | Gérone        | Lérida  | Lérida  | Lérida | Lérida        | Tarragone | Tarragone | Tarragone | Tarragone     |
| --------------- | --------------- | --------- | --------- | --------- | ------------- | ------- | ------- | ------ | ------------- | ------- | ------- | ------ | ------------- | --------- | --------- | --------- | ------------- |
|                 |                 |           |           |           |               |         |         |        |               |         |         |        |               |           |           |           |               |
| Sièges          | Sièges          | 85        | 85        | 85        | en stagnation | 17      | 17      | 17     | en stagnation | 15      | 15      | 15     | en stagnation | 18        | 18        | 18        | en stagnation |
|                 |                 |           |           |           |               |         |         |        |               |         |         |        |               |           |           |           |               |
|                 |                 | Nombre    | Nombre    | %         | %             | Nombre  | Nombre  | %      | %             | Nombre  | Nombre  | %      | %             | Nombre    | Nombre    | %         | %             |
| Inscrits        | Inscrits        | 4 041 910 | 4 041 910 | 100,00    | 100,00        | 502 082 | 502 082 | 100,00 | 100,00        | 313 174 | 313 174 | 100,00 | 100,00        | 556 702   | 556 702   | 100,00    | 100,00        |
| Abstentions     | Abstentions     | 1 293 428 | 1 293 428 | 32,00     | 32,00         | 154 189 | 154 189 | 30,71  | 30,71         | 104 031 | 104 031 | 33,22  | 33,22         | 193 910   | 193 910   | 34,83     | 34,83         |
| Votants         | Votants         | 2 748 482 | 2 748 482 | 68,00     | 68,00         | 347 893 | 347 893 | 69,29  | 69,29         | 209 143 | 209 143 | 66,78  | 66,78         | 362 792   | 362 792   | 65,17     | 65,17         |
| Nuls            | Nuls            | 23 341    | 23 341    | 0,85      | 0,85          | 2 771   | 2 771   | 0,80   | 0,80          | 2 347   | 2 347   | 1,12   | 1,12          | 4 681     | 4 681     | 1,29      | 1,29          |
| Exprimés        | Exprimés        | 2 725 141 | 2 725 141 | 99,15     | 99,15         | 345 122 | 345 122 | 99,20  | 99,20         | 206 796 | 206 796 | 98,88  | 98,88         | 358 111   | 358 111   | 98,71     | 98,71         |
|                 |                 |           |           |           |               |         |         |        |               |         |         |        |               |           |           |           |               |
| Partis          | Partis          | Voix      | %         | Sièges    | +/−           | Voix    | %       | Sièges | +/−           | Voix    | %       | Sièges | +/−           | Voix      | %         | Sièges    | +/−           |
|                 | CiU             | 765 330   | 28,08     | 26        | 9             | 148 237 | 42,95   | 9      | en stagnation | 89 035  | 43,05   | 8      | 1             | 113 657   | 31,74     | 7         | 2             |
|                 | PSC             | 419 779   | 15,40     | 14        | 4             | 34 688  | 10,05   | 2      | 1             | 21 598  | 10,44   | 1      | 2             | 48 642    | 13,58     | 3         | 1             |
|                 | ERC-CatSí       | 346 662   | 12,72     | 12        | 6             | 61 358  | 17,78   | 3      | 1             | 36 011  | 17,41   | 3      | 2             | 54 093    | 15,11     | 3         | 2             |
|                 | PP              | 361 656   | 13,27     | 12        | en stagnation | 33 096  | 9,59    | 2      | 1             | 23 338  | 11,29   | 2      | en stagnation | 53 591    | 14,96     | 3         | en stagnation |
|                 | ICV-EUiA        | 303 625   | 11,14     | 10        | 2             | 20 397  | 5,91    | 1      | en stagnation | 11 145  | 5,39    | 1      | 1             | 24 538    | 6,85      | 1         | en stagnation |
|                 | Cs              | 229 746   | 8,43      | 8         | 5             | 12 341  | 3,58    | 0      | en stagnation | 6 881   | 3,33    | 0      | en stagnation | 26 039    | 7,27      | 1         | 1             |
|                 | CUP-AE          | 92 794    | 3,41      | 3         | 3             | 14 499  | 4,20    | 0      | en stagnation | 6 302   | 3,05    | 0      | en stagnation | 12 840    | 3,59      | 0         | en stagnation |
|                 | PxC             | 51 403    | 1,89      | 0         | en stagnation | 3 377   | 0,98    | 0      | en stagnation | 1 224   | 0,59    | 0      | en stagnation | 4 103     | 1,15      | 0         | en stagnation |
|                 | SI              | 32 296    | 1,19      | 0         | 3             | 6 011   | 1,74    | 0      | 1             | 3 038   | 1,47    | 0      | en stagnation | 5 493     | 1,53      | 0         | en stagnation |
|                 | Autres          | 83 851    | 3,08      |           |               | 6 799   | 1,97    |        |               | 4 071   | 1,97    |        |               | 8 688     | 2,43      |           |               |
|                 | Blanc           | 37 999    | 1,39      | 4 319     | 1,25          | 4 153   | 2,01    | 6 427  | 1,79          |         |         |        |               |           |           |           |               |